# Mushroom Observer
Mushroom Observer é um sítio eletrônico amador e colaborativo sobre micologia, fundado em 2006 por Nathan Wilson. Sua finalidade inclui registrar observações sobre cogumelos, ajudar as pessoas a identificar cogumelos com os quais não estão familiarizados e expandir o interesse científico sobre tais fungos.
Em 2010, o site contava com a colaboração de 53 mil usuários, ilustrado com mais de 100 mil fotografias.
Todas as imagens estão sujeitas a Licenças Creative Commons, que permite a sua reutilização por outros sem a necessidade de remuneração ou permissão especial, respeitando os termos da licença.